# Georges Perros

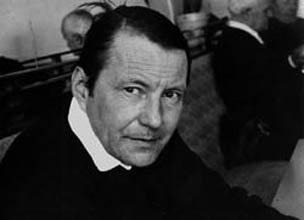
Georges Perros von Editions Finitude

Georges Perros (* 23. August 1923 in Paris; † 24. Januar 1978 ebenda) war ein französischer Schriftsteller und Dichter.

## Leben und Werk
Georges Perros, dessen Vater in der Versicherungsbranche tätig war, wählte ab 1941 den Beruf eines Schauspielers, trat in die Comédie-Française ein und las ab 1951 im Auftrag von Jean Vilar Manuskripte für das Théâtre National Populaire.
Seit 1958 lebte er mit seiner Frau und ihren drei Kindern (zwei weitere kamen später hinzu) im bretonischen Douarnenez, das er nicht mehr verließ. Er widmete sich ganz der Familie und dem Schreiben (einschließlich weitgespannter Korrespondenz mit vielen namhaften Autoren). Daneben las er Manuskripte für Gallimard und lehrte 1970 Literatur an der Universität Brest. 1976 wurde er wegen Kehlkopfkrebs behandelt und verlor die Stimme. Er starb im Januar 1978 im Alter von 54 Jahren. Zahlreiche seiner Werke erschienen postum. Etwa seit 1990 wurde er von der Literaturkritik stark beachtet und ab 2010 auch ins Deutsche übersetzt.
Perros ist für seine Gedichte, vor allem aber für seine sarkastischen Aphorismen bekannt.
In Brest und Quimper tragen Straßen seinen Namen.

## Zitat
Aphorismen aus Lexique, 1981:
- Corps: le grand oublié. Il se venge. (Körper: der große Vergessene. Er rächt sich.)
- Humour: lyrisme de la résignation. (Humor: Resignationslyrik)
- Langage: ce qu’on a trouvé de mieux pour honorer le silence. (Sprache: es wurde nichts Besseres gefunden, um das Schweigen/die Stille zu ehren.)

## Werke (soweit auf Deutsch erschienen)
- Papiers collés. Gallimard, Paris 1960.
  - Klebebilder. Matthes & Seitz, Berlin 2020. (Vorwort von Jean Roudaut, aus dem Französischen und mit Anmerkungen von Anne Weber)
- Une vie ordinaire. Gallimard, Paris 1967.
  - Luftschnappen war sein Beruf. Gedichtroman. Matthes & Seitz, Berlin 2012.

### Handbuchliteratur
- Winfried Engler: Lexikon der französischen Literatur. Kröner, Stuttgart 1994, S. 735.
- Jean-Michel Maulpoix: Histoire de la littérature française. XXe. 1950/1990. Hatier, Paris 1991, S. 372–374.
- Jean-Pierre de Beaumarchais: PERROS, Georges. In: Jean-Pierre de Beaumarchais, Daniel Couty und Alain Rey (Hrsg.): Dictionnaire des littératures de langue française. Auteurs. Ausgabe in 3 Bänden. Bordas, Paris 1984, S. 1740.